# Канн (футбольний клуб)
«Канн» (фр. AS Cannes) — французький футбольний клуб з міста Канни. Заснований у 1909 році. Матчі проводить на стадіоні П'єра де Кубертена, який вміщує 12 800 глядачів. В «Канні» починали свою кар'єру багато видатних гравців. Золотий період клубу припав на 30-і роки XX сторіччя, коли «Канн» завоював срібло чемпіонату Франції та переміг у національному кубку. Усього, на даний час, провів 22 сезони у Лізі 1. Останній раз в елітному дивізіоні «Канн» виступав в сезоні 1997-98.
Також двічі у 1990-их роках стартував у розіграші Кубка УЄФА

## Досягнення
- Віце-чемпіон Франції: 1933
- Володар Кубка Франції: 1932
- Фіналіст Кубка французької ліги: 1986

## Відомі гравці
- Франк Джа Джедже (2019 — )